# Glossopsitta
Glossopsitta là một chi chim trong họ Psittacidae.

## Hình ảnh

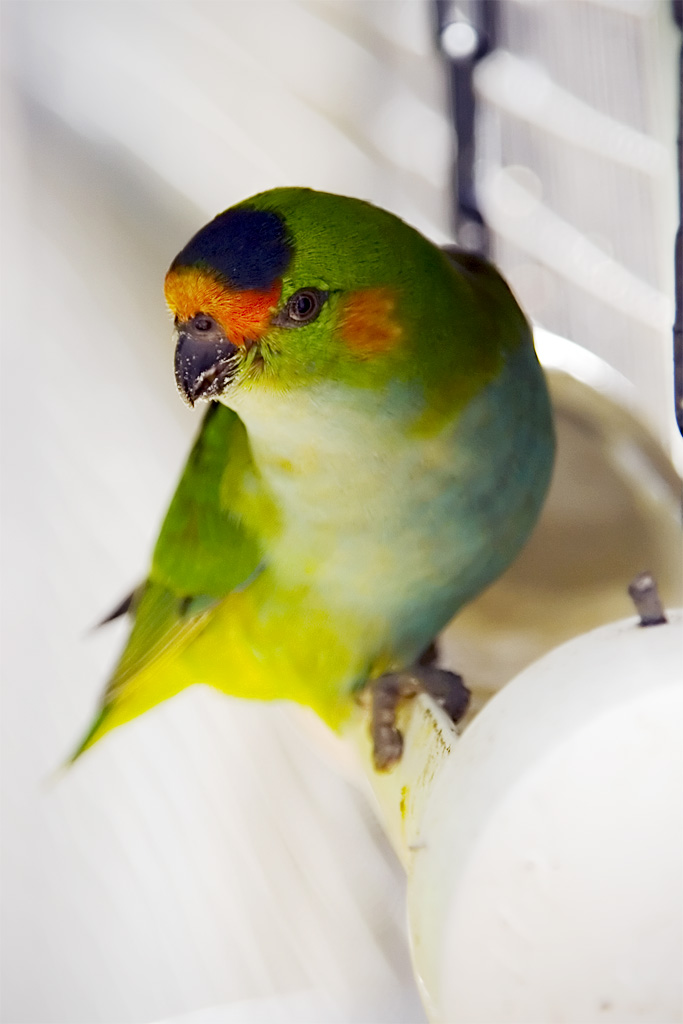
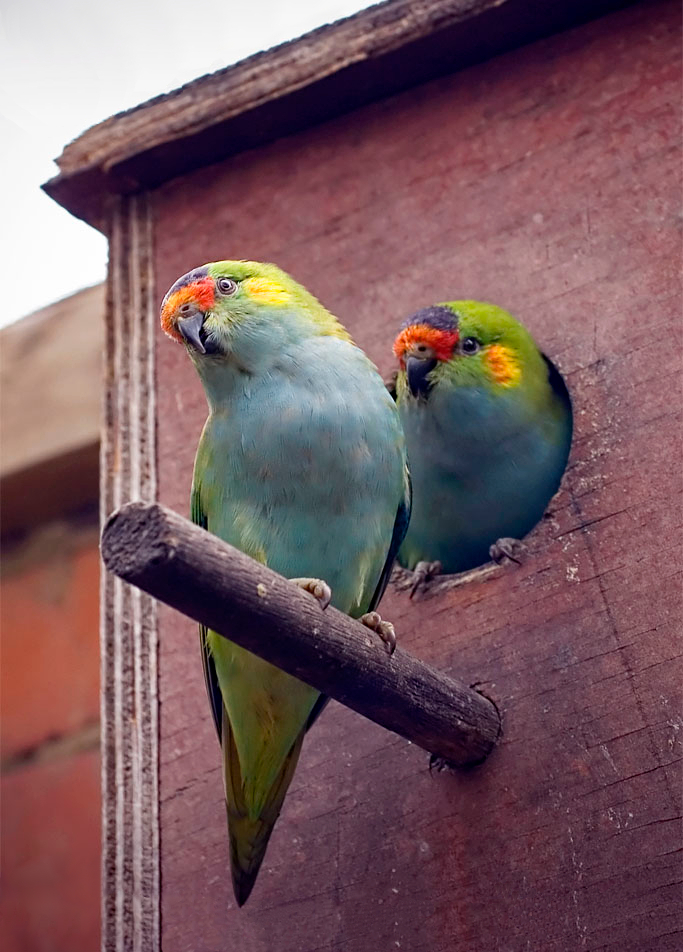
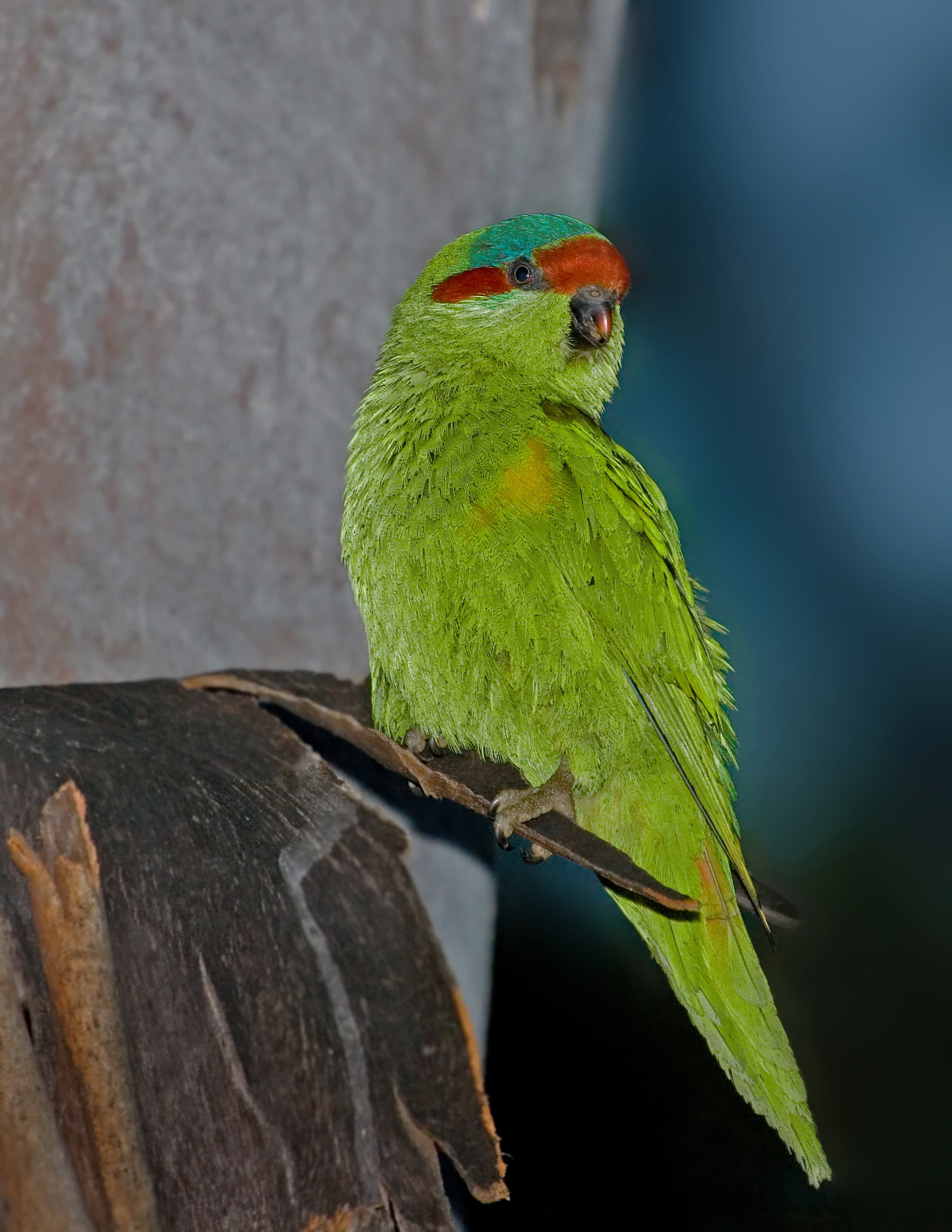
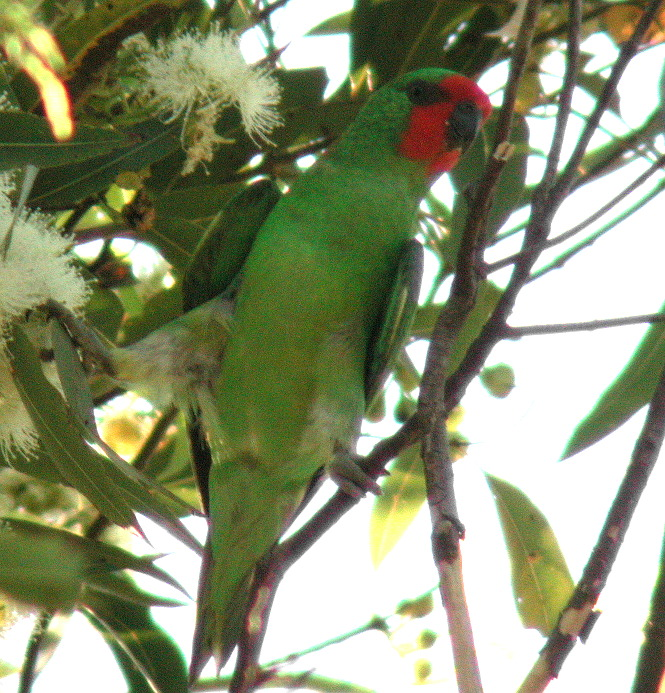
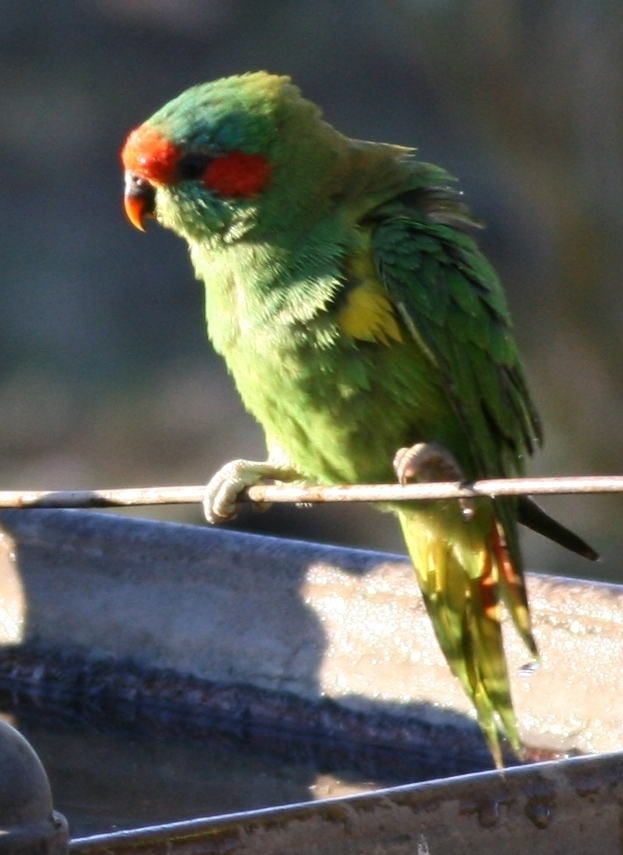
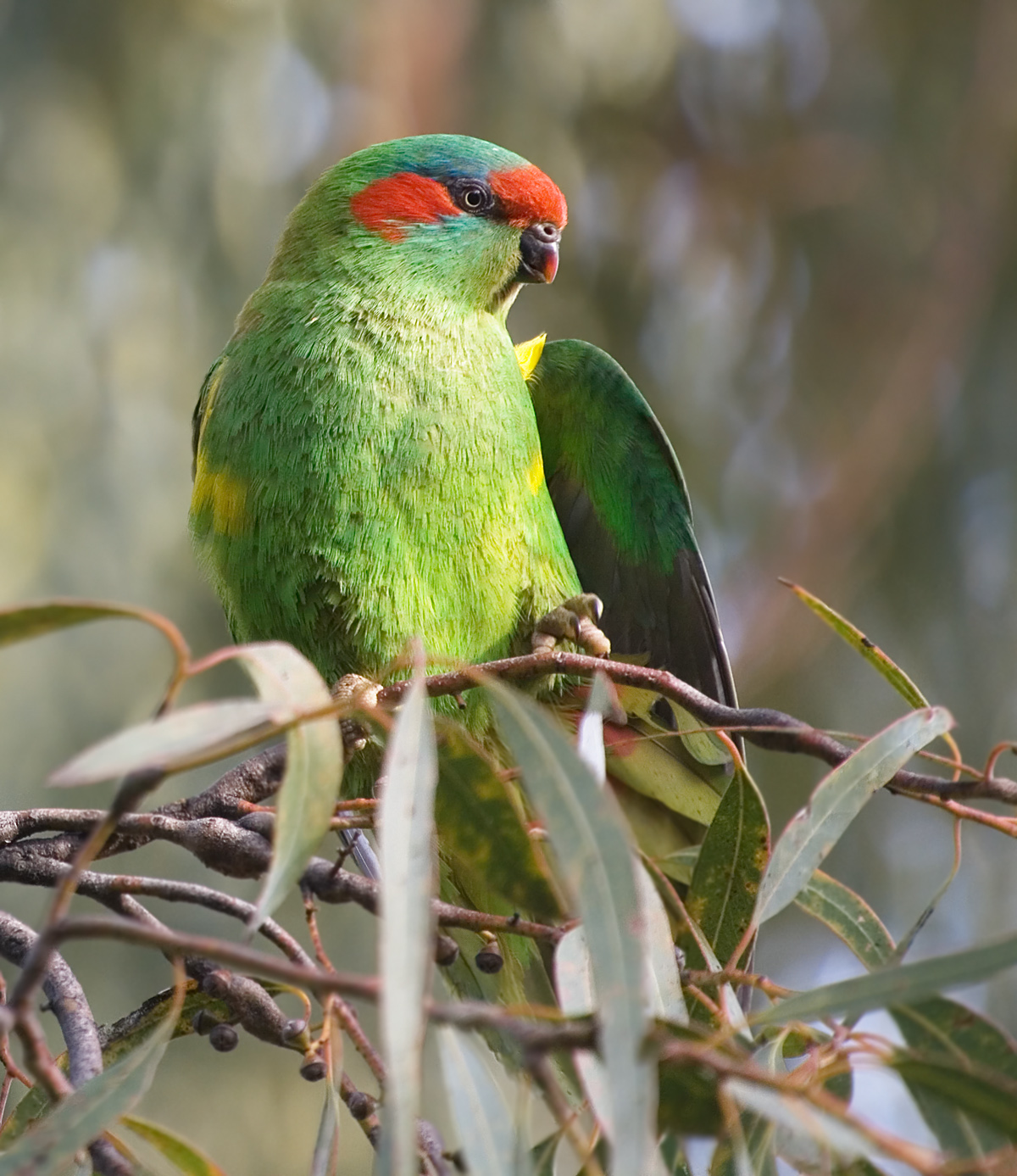